# Tim Burke (sciatore)
Timothy John Burke, detto Tim (Paul Smiths, 3 febbraio 1982), è un ex biatleta statunitense.

## Biografia

### Stagioni 2000-2009
Tim Burke, marito della tedesca Andrea Henkel (a sua volta biatleta) e attivo dalla stagione 1999-2000, ha esordito in Coppa del Mondo il 17 gennaio 2004 a Ruhpolding in sprint (82º) e ai Campionati mondiali a Oberhof 2004, classificandosi 61º nell'individuale, 71º nella sprint e 18º nella staffetta; l'anno dopo ai Mondiali di Hochfilzen/Chanty-Mansijsk 2005 si è piazzato 63º nell'individuale e 66º nella sprint e ai XX Giochi olimpici invernali di Torino 2006, suo debutto olimpico, è stato 58º nell'individuale, 35º nella sprint, 39º nell'inseguimento e 9º nella staffetta.
Ai Mondiali di Anterselva 2007 si è classificato 7º nell'individuale, 35º nella sprint, 32º nell'inseguimento, 24º nella partenza in linea e 9º nella staffetta, a quelli di Östersund 2008 29º nell'individuale, 9º nella sprint, 10º nell'inseguimento, 25º nella partenza in linea e 15º nella staffetta e a quelli di Pyeongchang 2009 14º nell'individuale, 11º nella sprint, 21º nell'inseguimento, 28º nella partenza in linea e 21º nella staffetta.

### Stagioni 2010-2013

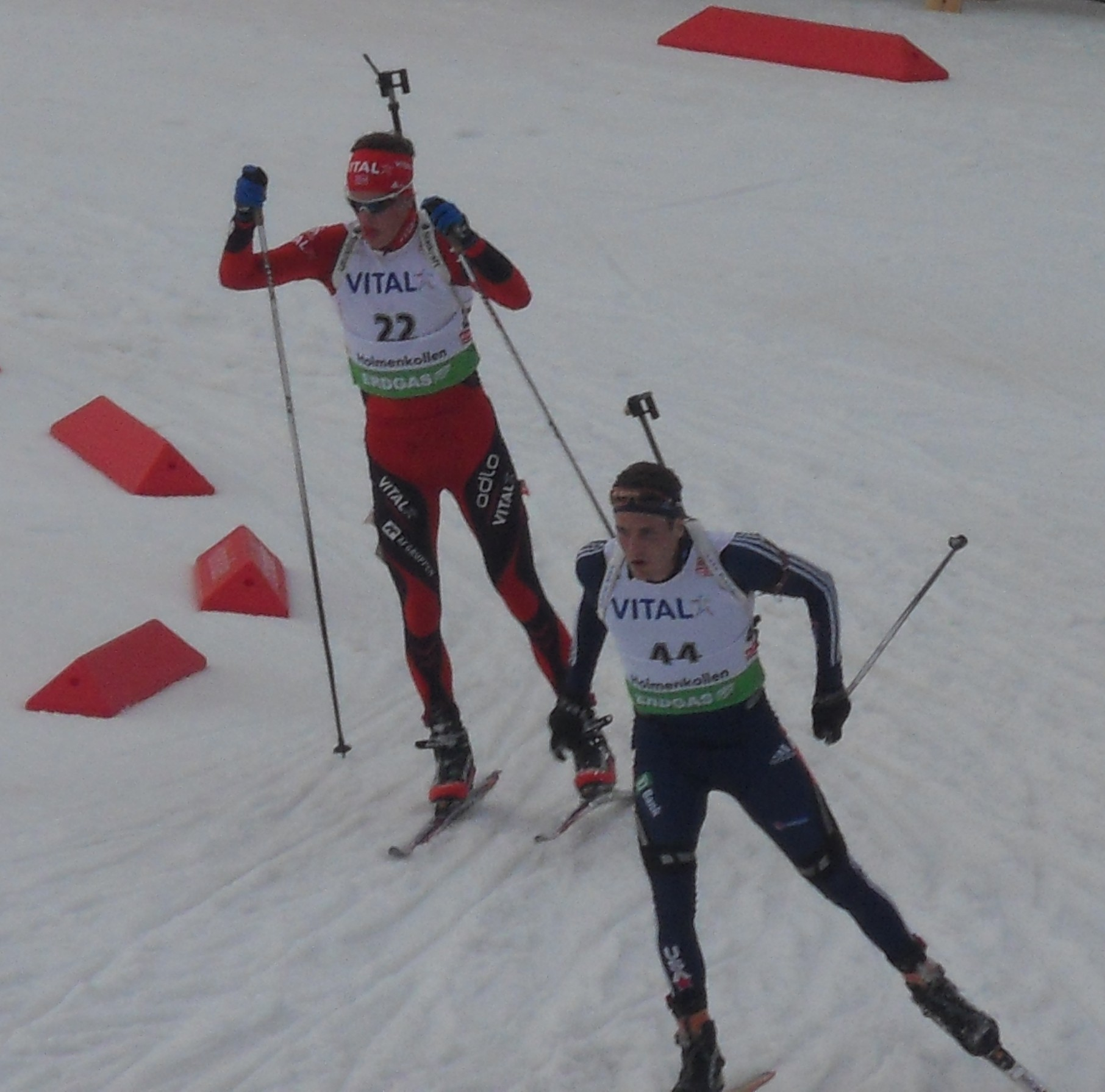
Tim Burke (a destra) in gara con Tarjei Bø a Oslo Holmenkollen nel 2010

Ha ottenuto il primo podio in Coppa del Mondo il 3 dicembre 2009 a Östersund in individuale (2º) e ai successivi XXI Giochi olimpici invernali di Vancouver 2010 si è piazzato 44º nell'individuale, 46º nella sprint, 45º nell'inseguimento, 17º nella partenza in linea e 12º nella staffetta.
Ai Mondiali di Chanty-Mansijsk 2011 è stato 29º nell'individuale, 30º nella sprint, 29º nell'inseguimento e 5º nella staffetta, a quelli di Ruhpolding 2012 55º nell'individuale, 10º nella sprint, 28º nell'inseguimento, 22º nella partenza in linea, 10º nella staffetta e 12º nella staffetta mista e a quelli di Nové Město na Moravě 2013 ha vinto la medaglia d'argento nell'individuale e si è classificato 27º nella sprint, 31º nell'inseguimento, 29º nella partenza in linea e 11º nella staffetta; in quella stagione 2012-2013 chiuse al 3º posto sia la Coppa del Mondo di individuale sia la Coppa del Mondo di partenza in linea.

### Stagioni 2014-2018

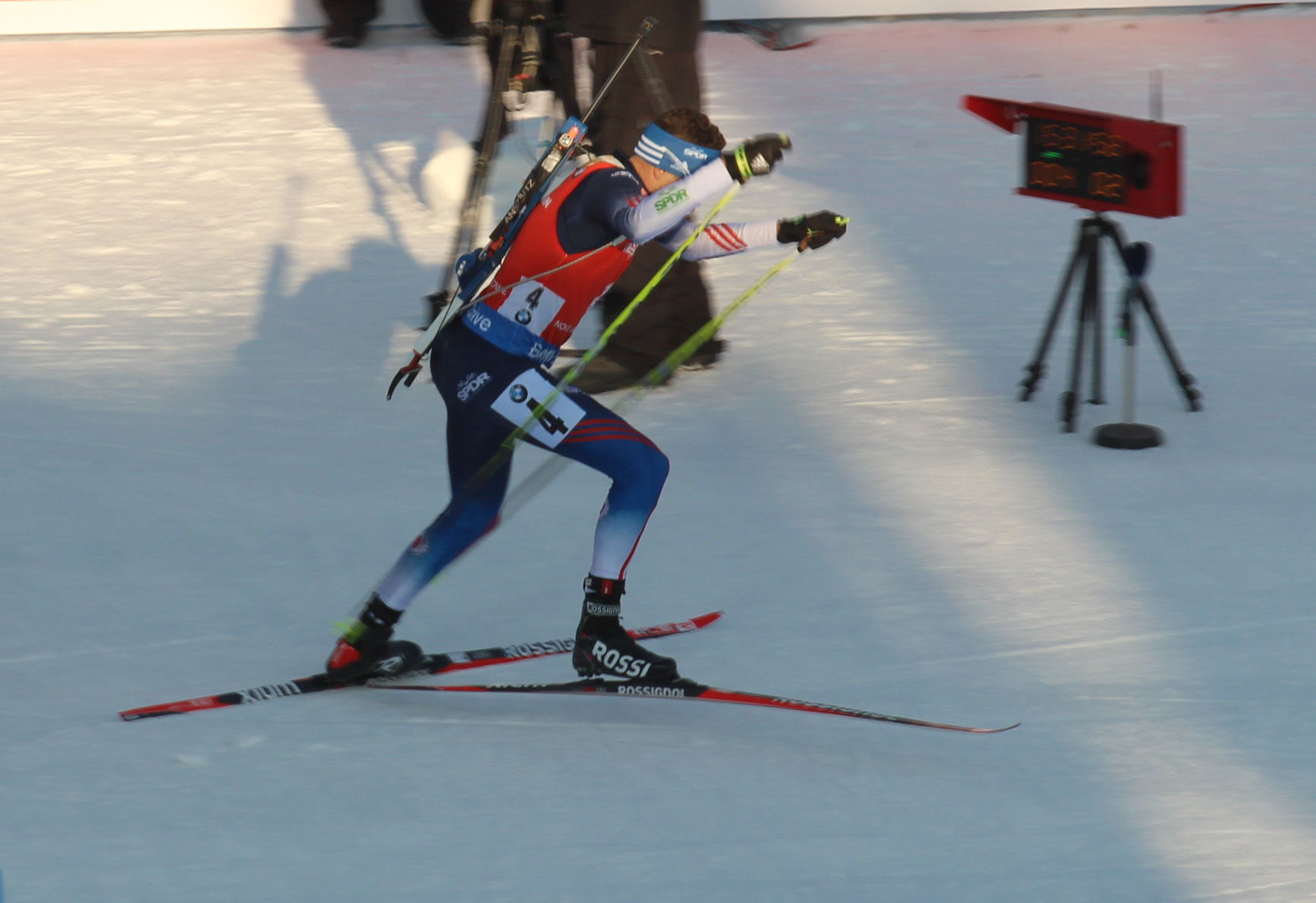
Tim Burke in gara a Nové Město na Moravě nel 2015

Ha ottenuto l'ultimo podio in Coppa del Mondo il 30 novembre 2013 a Östersund in sprint (3º) e ai successivi XXII Giochi olimpici invernali di Soči 2014 si è piazzato 42º nell'individuale, 18º nella sprint, 21º nell'inseguimento, 20º nella partenza in linea e 7º nella staffetta mista; ai Mondiali di Kontiolahti 2015 è stato 31º nell'individuale, 15º nella sprint, 20º nell'inseguimento, 14º nella partenza in linea e 14º nella staffetta, a quelli di Oslo 2016 44º nell'individuale, 14º nella sprint, 17º nell'inseguimento, 12º nella partenza in linea e 8º nella staffetta e a quelli di Hochfilzen 2017, sua ultima presenza iridata, 36º nell'individuale, 40º nella sprint, 32º nell'inseguimento e 7º nella staffetta.
Ai XXIII Giochi olimpici invernali di Pyeongchang 2018, sua ultima presenza olimpica, si è classificato 41º nell'individuale, 47º nella sprint, 17º nell'inseguimento, 6º nella staffetta e 15º nella staffetta mista; si è ritirato al termine di quella stessa stagione 2017-2018 e la sua ultima gara in carriera è stata la staffetta di Coppa del Mondo disputata il 18 marzo a Oslo Holmenkollen, chiusa da Burke al 7º posto.

## Palmarès

### Mondiali
- 1 medaglia:
  - 1 argento (individuale[2] a Nové Město na Moravě 2013)

### Coppa del Mondo
- Miglior piazzamento in classifica generale: 9º nel 2013
- 5 podi (tutti individuali), oltre a quello conquistato in sede iridata e valido anche ai fini della Coppa del Mondo:
  - 2 secondi posti
  - 3 terzi posti